# Aix (släkte)
Aix är ett släkte med fåglar i familjen änder inom ordningen andfåglar med två arter som naturligt förekommer i Nordamerika och östra Asien:
- Mandarinand (A. galericulata)
- Brudand (A. sponsa)

Även en utdöd art finns beskriven, Aix praeclara från miocen i Mongoliet.